# The Cromwell Las Vegas
The Cromwell Las Vegas, vroeger Bill's Gamblin' Hall & Saloon geheten, is een casino met een klein hotel op de Strip in Las Vegas, Nevada, Verenigde Staten. Het casino en hotel zijn eigendom van Caesars Entertainment Corporation die het in 2007 overnamen van Boyd Gaming Corporation.

## Geschiedenis

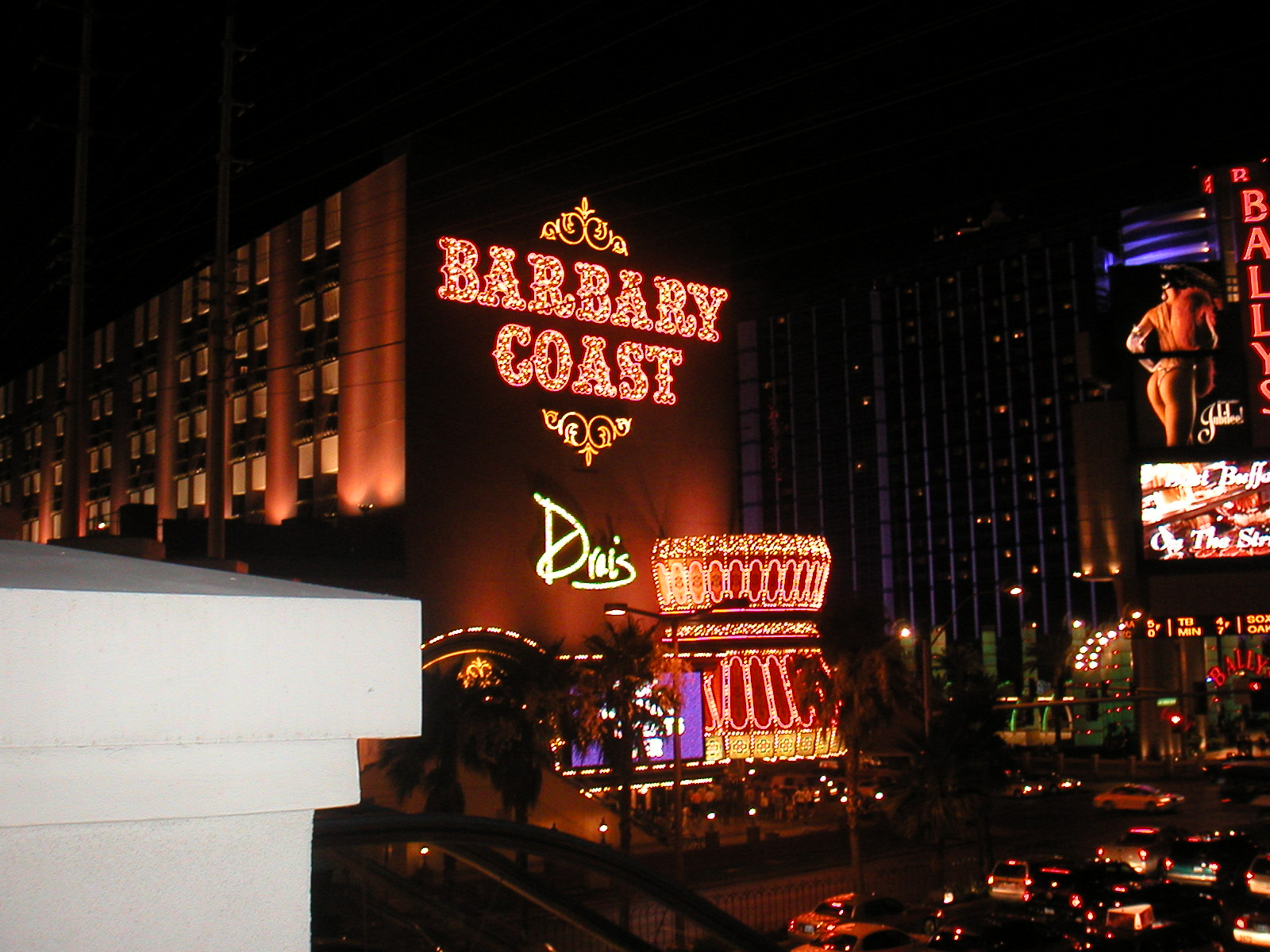
De neon letters van het oude Barbary Coast.

Het casino en hotel werd met een begroting van 11,5 miljoen dollar gebouwd tot en met februari 1979. Het complex werd gebouwd door Michael Gaughan en werd geopend op 1 maart 1979. Het Barbary Coast dankte zijn naam net als de andere projecten van Coast Casinos. Er werd een samenwerking aangegaan met Kenny Epstein, Tito Tiberti, Frank Toti en Jerry Herbst.
Na de renovatie in 2001 werd het hotel in 2005 samen met drie andere projecten van Coast Casinos. Dit gebeurde door middel van een overnamen door Boyd Gaming Corporation, er ging in totaal 1,3 miljard dollar gemoeid met de overname. Naast de aankoop van het Barbary Coast kocht Boyd Gaming ook de grond onder het gebouw aan voor een bedrag van 16 miljoen dollar. De grond die werd gebruikt voor het Barbary Coast werd door Gaughan en zijn partners geleend.
In 2007 werd het Barbary Coast door Boyd Gaming Corporation verruild aan Harrah's Entertainment voor de grond van het oude Westward Ho dat door Boyd gebruik zou worden voor het Echelon Place. Op vrijdag 27 februari om 14:00 werd het Barbary Coast gesloten en werd het hotel en casino in drie dagen verbouwd om vervolgens op 2 maart de deuren weer te openen als Bill's Gamblin' Hall & Saloon. Het hotel werd vernoemd naar de oprichter van Harrah's Entertainment, Bill Harrah.

## Ligging
Bill's Gamblin' ligt op de kruising van Flamingo Road en Las Vegas Boulevard in Las Vegas. Ten noorden van het hotel en casino ligt het oude Flamingo en aan de noordkant van ligt het Bally's. Het hotel en casino ligt gecentreerd op de strip met aan de overkant Caesars Palace en schuin tegenover bevindt zich het Bellagio.

## Faciliteiten

### Hotel
Het hotel bestaat uit 192 kamers waarvan er 12 als suite zijn ingericht. Alle kamers zijn volgens de victoriaanse architectuur gebouwd. Daarnaast hebben de gasten de beschikking over drie verschillende restaurants en kunnen alle gasten met hun room-key gebruikmaken van het zwembad bij het Flamingo. Het hotel wordt beheerd door het management van het Imperial Palace, dat ook een onderdeel is van Caesars Entertainment Corporation.

### Casino
Bill's Gamblin' heeft de beschikking over een 1.600 m² groot casino met ongeveer 440 gokmachines en tafelspellen. Daarnaast is er ook een pokerruimte en een sporthoek. Alhoewel het casino en het hotel eigendom zijn van Caesars Entertainment Corporation bezit het casino toch over een eigen "rewards"-systeem. Daarnaast is het casino ook het enige casino op de strip die Rapid Craps introduceerde.